# Rumelia Oriental

Rumelia oriental como Valiato del Imperio otomano

Bandera de Rumelia Oriental.

Bandera de Rumelia Oriental de 1878 a 1910.

Rumelia Oriental (en búlgaro, Източна Румелия, Iztochna Rumelia; en turco otomano, روم الى شرقى, Rumeli-i Şarkî; en griego Ανατολική Ρωμυλία, Anatoliki Romylia) fue una provincia autónoma administrativa (valiato) del Imperio otomano desde 1878 hasta 1908. Estuvo bajo el pleno control búlgaro de 1885 en adelante, cuando voluntariamente se unificó con el  Principado de Bulgaria, ampliamente autónomo, después de una revolución incruenta. Los búlgaros étnicos compusieron la mayoría demográfica absoluta dentro de la Rumelia Oriental. Su capital fue Plovdiv (otomano Filibe, ya conocida en Occidente con el nombre griego de Filipópolis). Hoy, Rumelia Oriental (la parte mayor de la Tracia Septentrional) es parte de Bulgaria.

## Historia
Rumelia Oriental fue creada como una provincia autónoma dentro del Imperio otomano por el Tratado de Berlín de 1878. Abarcaba el territorio entre los Montes Balcanes, los Montes Ródope y Strandzha, una región conocida para todos sus habitantes —búlgaros, turcos otomanos, gitanos, griegos, armenios y judíos— como Tracia Septentrional. El nombre, Rumelia Oriental, le fue dado a la provincia por la insistencia de los delegados británicos en el Congreso de Berlín: la noción otomana de Rumelia se refiere a todas las regiones europeas del Imperio, esto es, aquellas que en la Antigüedad estuvieron bajo el dominio del Imperio romano. Alrededor de veinte pueblos pomacos (musulmanes búlgaros) en los montes Ródope rechazaron reconocer la autoridad de Rumelia Oriental y formaron la llamada República de Tamrash.
La provincia es recordada hoy por los filatélicos por haber emitido sellos de correos a partir de 1880. 
A diferencia de la organización del Principado Búlgaro, que se encargó a Rusia en exclusiva, todas las grandes potencias participaron en la redacción de los estatutos que regirían la provincia, aprobados a la vez que la constitución del principado, en abril de 1879, pero, a diferencia, constituyendo un documento largo (495 artículos) y fallido, que recogía las aportaciones individuales y descoordinadas de las potencias, sin consideración por las costumbres locales. Como gobernador general de la nueva provincia las potencias aceptaron al candidato del sultán, un cristiano, con varios asesores de las grandes potencias. Se dotó a la provincia con una asamblea de cincuenta y seis miembros, treinta y seis de ellos electos.
Los principales problemas a los que hubo de enfrentarse el nuevo gobernador fueron el de la propiedad de la tierra y el de la agitación a favor de la unión de la provincia con el Principado autónomo de Bulgaria. Los propietarios que habían huido de la revuelta recibieron el consejo de no regresar y, los que lo hicieron, fueron gravados con un impuesto que en muchos casos les forzó a vender sus tierras: estas pasaron en gran parte a poder de los campesinos, quedando la provincia como un territorio de pequeños propietarios.
El movimiento unionista era muy popular y, al comienzo, recibió el apoyo oficioso de Rusia. Tras el alejamiento entre el zar y el príncipe búlgaro este respaldo menguó, pero tampoco el gobernador general recibió el beneplácito ruso y hubo de ser sustituido, teóricamente por otro de carácter más débil y supuestamente más dispuesto a seguir las directrices rusas.
El 17 de septiembre de 1885, los dirigentes de la provincia, con el apoyo de la milicia y ante la pasividad del nuevo gobernador, proclamaron el derrocamiento del gobierno, la unión con el Principado y solicitaron al príncipe Alejandro que asumiese la jefatura del nuevo estado. Este, que había prometido a Rusia un mes antes no participar en una acción similar y temeroso de un seguro empeoramiento de su relación con el Imperio ruso, se vio forzado a actuar, ante la popularidad del golpe de mano entre la población y los políticos. La provincia fue anexionada por el tributario Principado de Bulgaria. 
Después de la victoria búlgara en la posterior guerra serbo-búlgara, el statu quo fue reconocido por la Sublime Puerta con el Acta Tofana de 24 de marzo de 1886. Con el Acta Tofana, el sultán Abdul Hamid II nombró al Príncipe de Bulgaria (sin mencionar el nombre del príncipe al que se refería Alejandro de Bulgaria) como Gobernador-general de Rumalia Oriental, así manteniendo la distinción formal entre el principado de Bulgaria y Rumelia Oriental, y conservando la carta del Tratado de Berlín. Sin embargo, quedaba claro a las Grandes Potencias que la unión entre el Principado de Bulgaria y Rumelia Oriental era permanente, y no iba a disolverse. La República de Tamrash y la región de Kardzhali fueron reincorporados al Imperio otomano. La provincia estuvo nominalmente bajo soberanía otomana hasta que Bulgaria se convirtió de jure independiente en 1908. El 6 de septiembre, día de la unificación, es la fiesta nacional en Bulgaria.

## Organización territorial

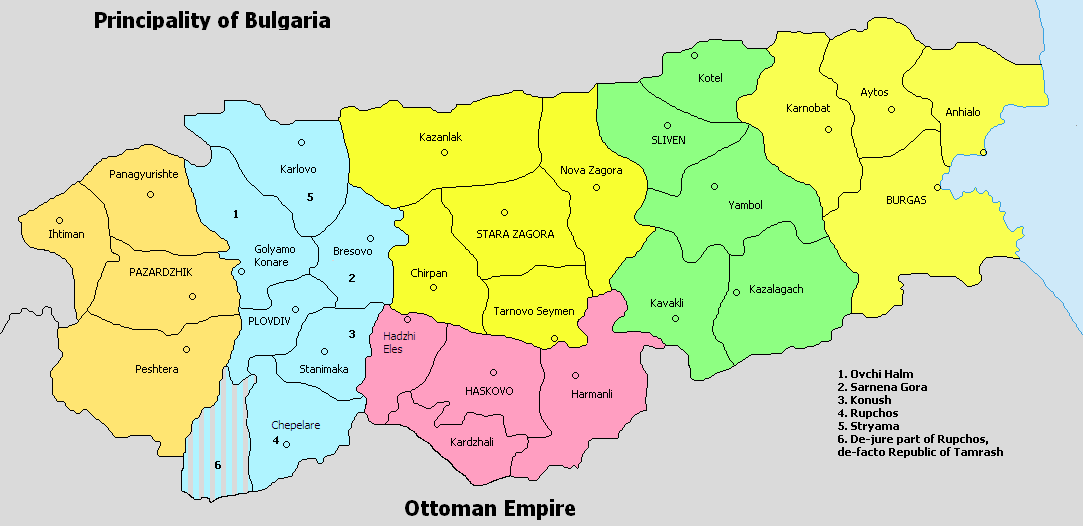
Organización territorial de Rumelia Oriental.

Rumelia oriental no se dividía en sanjacados como otros valiatos del Imperio otomano, sino que se dividía en condados:
1. Condado de Plodiv
2. Condado de Pazardzhik
3. Condado de Starozagorski
4. Condado de Sliven
5. Condado de Jaskovo
6. Condado de Burgas